# Frode Jacobsen (Politiker)
Frode Jacobsen (* 5. August 1968) ist ein norwegischer Politiker der sozialdemokratischen Arbeiderpartiet (Ap). Seit 2021 ist er Abgeordneter im Storting.

## Leben
Frode Jacobsen ist der Sohn des Redakteurs Arvid Jacobsen. Von 1991 bis 1993 arbeitete Frode Jacobsen als Journalist. Anschließend fungierte er bis 1997 als Byrådssekretær in Oslo. Von Juni bis Oktober 1997 war er politischer Referent für den damaligen Finanzminister Jens Stoltenberg in der Regierung Jagland. Anschließend arbeitete er als Pressesprecher, unter anderem im Ministerium für Erneuerung und Verwaltung (Fornyings- og administrasjonsdepartementet). Nach der Kommunalwahl 2015, bei der Jacobsen erstmals in den Osloer Stadtrat einzog, übernahm er den Posten als Fraktionsvorsitzender der Ap. Im März 2016 wurde er als Nachfolger von Jan Bøhler zum neuen Vorsitzenden der Ap in Oslo gewählt.
Bei der Parlamentswahl 2021 verpasste Jacobsen im Wahlkreis Oslo den direkten Einzug ins norwegische Nationalparlament, das Storting. Er wurde stattdessen erster Vararepresentant, also Ersatzabgeordneter. Als solcher kommt er seit dem 14. Oktober 2021 als Vertretung von Jonas Gahr Støre zum Einsatz, der als Ministerpräsident sein Mandat im Storting ruhen lassen muss. Jacobsen wurde zunächst Mitglied im Finanzausschuss. Im Juni 2023 wechselte er in den Kontroll- und Konstitutionsausschuss, wo er im Juli 2023 die Position als erster stellvertretender Vorsitzender übernahm. Ebenfalls im Juni 2023 wurde er Mitglied im Fraktionsvorstand der Arbeiderpartiet.